# Hexalobus bussei
Hexalobus bussei är en kirimojaväxtart som beskrevs av Friedrich Ludwig Diels. Hexalobus bussei ingår i släktet Hexalobus och familjen kirimojaväxter. Inga underarter finns listade i Catalogue of Life.